# Remington XP-100
Remington XP-100 (походить від eXperimental Pistol номер 100) це пістолет з ковзним затвором, який випускала компанія Remington Arms з 1963 по 1998 роки. XP-100 став одним з перших пістолетів, які було розроблено для стрільби на далекі відстані. Пістолет можна було заряджати набоями .221 Fireball та 6×45 мм. Пістолет XP-100 став відомим завдяки своїй точності і до сих пір використовується в спорті, наприклад, в вармітингу або у силуетній стрільбі.

## Опис
Пістолет XP-100 було розроблено на основі карабіну Remington з коротким ходом затвора Remington Model 40X, на основі якого пізніше створили гвинтівку Remington Model 600. Спочатку XP-100 мав ствол довжиною 270 мм на нейлоновому ложі з незвичним руків'ям розташованим посередині. Перші прототипи заряджалися набоєм .222 Remington, через короткий ствол зброя мала мала значні звук пострілу і дуловий спалах. З цієї причини гільзу було вкорочено для зменшення об'єму пороху для використання в пістолеті з коротким стволом. В результаті з'явився заводський набій .221 Fireball який мав швидкість 825 м/с при вильоті кулі з короткого ствола і точність на рівні набою .222 Remington. Новий набій став одним з найточніших набоїв.
Всі пістолети, окрім моделі XP-100R, були однозарядними, в моделі XP-100R був невеликий внутрішній магазин (на чотири набоїв), схожий на магазини гвинтівок з ковзним затвором. Модель R  - де перша літера від слова "repeater" - випускали в 1991-1997 роках під набої .223 Rem., .250 Savage, 7mm-08 Rem., .308 Win., .35 Rem. та 350 Rem. Mag. В 1998 році було представлено оновлену версію без прицілів під набої .223 Rem., .22-250 Rem., .260 Rem. та .35 Rem.

## Історія моделі
Протягом всього часу випуску в XP-100 внесли чисельні зміни, а багато варіантів можна замовити лише через спеціалізований магазин Remington Custom shop. Найбільш суттєвими змінами останніх версій можна вважати збільшену довжину ствола 370 мм, а також розташування руків'я, яке перемістили в задню частину ложе. В ложах з заднім розташуванням руків'я використано стандартні УСМ Remington 700, в той час як ложа з центральним розташуванням руків'я потребувала спеціальний УСМ з довгою передавальною планкою. Змінилися калібри; зі зміною оригінального короткого ствола, зникла потреба в зменшенні потужності набою, а тому в патроннику стало можливим використання стандартних комерційних гвинтівкових набоїв. До того як XP-100 зняли з виробництва, він конкурував з іншими пістолетами з ковзними затворами, наприклад Savage Striker, а також з пістолетом компанії Thompson Center Arms з переламним затвором Contender.

### Виробництво по роках
- XP-100 (1963–1985)
- XP-100 Varmint Special (1986–1992)
- XP-100 Silhouette (1980–1997)
- XP-100 Hunter (1993–1994)
- XP-100 Custom (1986–1997)[3]
- XP-100R (1998)[4]
- XR-100 (2005–н.ч.)[5]

### Виробництво калібрів по роках
- .221 Remington Fireball (1963–1985)
- 7 mm BR Remington (1980–1985)
- .223 Remington (1986–1997), (2005–Present in XR-100)
- .35 Remington (1986–1997)
- 350 Rem. Mag (1991-1997)
- .250 Savage (1990–1992) лише в Custom Shop
- 6 mm BR Remington (1990–1992) лише в Custom Shop
- .22-250 Remington (1992–1994) лише в Custom Shop, (2005–н.ч. XR-100)
- .308 Winchester (1992–1994) лише в Custom Shop
- 7 mm-08 Remington (1993–1994)
- .204 Ruger (2005–н.ч. XR-100)[3][4][5]

### Сучасне виробництво
Затвор XP-100 взяли за основу нової однозарядної гвинтівки від Remington, яка отримала назву XR-100 Rangemaster.
Хоча пістолет XP-100 зняли з виробництва (Remington перш за все виробник гвинтівок та дробовиків), випуск набою .221 Fireball продовжився.  Гвинтівка Model 700 з 2002 року випускається під набій .221 Fireball; хоча набій не має швидкості популярного набою .223 Remington, проте коротший .221 Fireball більш тихий і має менший дуловий спалах.

## Повернення на завод
В 1979 році пістолети XP-100 та гвинтівки Remington Модель 600 були відкликані на завод через проблеми з безпекою. При ввімкненому запобіжнику затвор повністю замикався, що не давало змоги безпечно розрядити зброю. Remington зробили безкоштовну модифікацію завдяки якій, можна було відкрити затвор при цьому не вимикаючи запобіжник і розрядити зброю.